# Hotel in kongresni center Mons
Hotel in kongresni center Mons je prvi design hotel v Sloveniji, ki ga je zasnoval arhitekt Boris Podrecca. Svoja vrata je odprl leta 2004. Hotel stoji na griču (v bližini zahodne ljubljanske obvoznice in predmestnega naselja Brdo pri Ljubljani) sredi zelenja, obdan z gozdom in zelenjem, a je vseeno v neposredni bližini urbanega centra Ljubljane, zato so ga označili s sloganom »V objemu narave«.

## Ponudba
Hotelska ponudba
Hotel, član zveze Marriott International, v katerem prevladujejo poslovni gostje, ponuja 110 sob ter štiri suite, kakor tudi dve restavraciji - à la carte Atrium, ter samopostrežno restavracijo Polna skleda, ki ponujata lokalno in mednarodno kuhinjo.
Med dodatno hotelsko ponudbo so fitnes, savna, biljardna soba, brezplačen brezžični dostop do interneta, sobni sefi, prostorno in brezplačno parkirišče, itd. 
Hotel se je leta 2014 pridružil verigi Starwood Hotels & Resorts Worldwide, in sicer v kategorijo Four Points by Sheraton, s tem je pridobil tudi novo ime Fourpoints by Sheraton Ljubljana Mons. Hotel je edini član te verige v Sloveniji. 
Kongresna ponudba
Hotel Mons, član mednarodne zveze ICCA, svojim gostom ponuja tudi več kongresnih dvoran za izvedbo vseh vrst seminarjev, kongresov, poslovnih sestankov ... Poslovnim gostom je na voljo šest kongresnih dvoran in tri sejne sobe, opremljnih z vso potrebno tehnično opremo. V pritličju se nahajajo dvorane, ki so jih poimenovali po znanih slovenskih arhitektih (Plečnik, Vurnik, Fabiani, Šubic). Dvorane so zasnovane tako, da se lahko poljubno pregrajujejo in tako sprejmejo do 900 udeležencev. V spodnji etaži hotela se nahajata še dve sejni sobi (Grafika in Risba) in ena večnamenska dvorana Ravnikar.

## Zanimivosti
Posebnost hotela je viseče nihalo, ki se nahaja v avli in se dviga se do vrha hotela. Viseče nihalo je tako dinamična kot statična skulptura, ki jo določa čas, zato je časovna skulptura. Avtor nihala je kipar Karl Schlamminger, ki se ukvarja s transformacijo osnovnih geometrijskih oblik in iskanja njihovih pomenov.